# Banque des Pays-Bas
La Banque des Pays-Bas (en néerlandais : De Nederlandsche Bank NV, DNB) est la banque centrale du royaume des Pays-Bas. Établie le 25 mars 1814 par le roi Guillaume Ier, elle fait partie du Système européen de banques centrales (SEBC). Il s'agit d'une société par actions (naamloze vennootschap, NV) dont l'État néerlandais est seul actionnaire.

## Histoire
La banque d'Amsterdam prend en charge l'échange de monnaies étrangères de 1609 à 1820, sans faire crédit. Cependant, des suites de la révolution batave, le crédit apparaît nécessaire pour relancer l'économie. La Banque des Pays-Bas est ainsi fondée, prenant siège dans ce qui est depuis 1976 le musée Allard Pierson de l'université d'Amsterdam, sur l'Oude Turfmarkt, face au Rokin.
L'actuel bâtiment lui servant de siège, inauguré en 1968 et donnant sur la Frederiksplein, est situé sur l'emplacement de l'ancien Paleis voor Volksvlijt, servant à des expositions, construit à l'initiative de Samuel Sarphati, inauguré en 1864 et détruit dans un incendie en 1929.
Le 2 mai 1998, les chefs d'État ou de gouvernement européens ont décidé que l'Union économique et monétaire (UEM) entrerait en vigueur le 1er janvier 1999 et regrouperait onze États membres de l'Union européenne (UE), dont les Pays-Bas. Depuis le 1er juin 1998, la banque centrale néerlandaise, De Nederlandsche Bank N.V., fait partie du Système européen de banques centrales (SEBC). Le même jour, la nouvelle loi bancaire (de 1998) est entrée en vigueur. Près de 185 ans après son existence, la Nederlandsche Bank est entrée dans une nouvelle phase.
En 2020, la Banque des Pays-Bas lance d'importants travaux de rénovation de son siège, l'occasion de déménager la réserve d'or nationale jusque-là sous le bâtiment vers un terrain militaire à Huis ter Heide, en province d'Utrecht.

## Présidents
Le président de la Banque des Pays-Bas est nommé par le gouvernement pour un mandat de sept ans, renouvelable. Les présidents successifs sont :
| Rang | Nom                    | Mandat    |     | Rang                       | Nom                        | Mandat    |
| ---- | ---------------------- | --------- | --- | -------------------------- | -------------------------- | --------- |
| 1er  | Paul Iwan Hogguer      | 1814-1816 |     | 11e                        | Gerard Vissering           | 1912-1931 |
| 2e   | Jan Hodshon            | 1816-1827 | 12e | Leonardus Trip             | 1931-1941                  |           |
| 3e   | Jaques Teysset         | 1827-1828 | 13e | Meinoud Rost van Tonningen | 1941-1945                  |           |
| 4e   | Jacob Fock             | 1828-1835 | 14e | Leonardus Trip             | 1945-1946                  |           |
| 5e   | Willem Mogge Muilman   | 1835-1844 | 15e | Marius Holtrop             | 1946-1967                  |           |
| 6e   | Abraham Fock           | 1844-1858 | 16e | Jelle Zijlstra             | 1967-1981                  |           |
| 7e   | Hendrik Croockewit     | 1858-1863 | 17e | Wim Duisenberg             | 1982-1997                  |           |
| 8e   | Willem Mees            | 1863-1884 | 18e | Nout Wellink               | 1997-2011                  |           |
| 9e   | Nicolaas Pierson       | 1885-1891 | 19e | Klaas Knot                 | 2011-2025                  |           |
| 10e  | Norbertus van den Berg | 1891-1912 | 20e | Olaf Sleijpen              | Depuis le 1er julliet 2025 |           |